# Emma (Vorname)
Emma ist ein weiblicher Vorname.

## Herkunft und Bedeutung
Bei Emma handelt es sich um eine eigenständige Kurzform von
- zusammengesetzten Namen mit dem Element erm bzw. irm „groß“, „allumfassend“, „Welt“; z. B. Irmgard[1][2]
- Emerentia[3]
- Emilia[3]

## Verbreitung

### International
Der Name Emma erfreut sich international großer Beliebtheit.
In den USA zählte Emma bereits im ausgehenden 19. Jahrhundert zu den beliebtesten Mädchenname. Im Jahr 1890 belegte der Name Rang 3 der Hitliste. Im Laufe der Jahre sank die Popularität des Namens beständig: Im Jahr 1898 verließ der Name die Top-10, im Jahr 1942 schließlich auch die Top-100 der Vornamenscharts. In den 1960er Jahren geriet der Name schließlich außer Mode. Nachdem er von 1968 bis 1982 lediglich 400er-Ränge belegt hatte, begann in den 1980er Jahren ein steiler Aufstieg des Namens in den Vornamenscharts. Im Jahr 1993 gelang ihm mit Rang 80 der Wiedereinstieg in die Top-100 der Vornamenscharts. Seit 2002 zählt er zur Top-5 der Hitliste und belegte seitdem sechsmal die Spitzenposition (Stand 2021). Ein ähnliches Bild zeigt sich auch in Kanada. (Rang 3, Stand 2019).
Der Name Emma zählt in England und Wales seit Ende der 1990er Jahre zu den 20 meistvergebenen Mädchennamen, wobei seine Beliebtheit rückläufig ist. In den letzten Jahren befindet er sich aber noch immer in den Top-100. In Schottland hat sich Emma seit 1974 in den Top-50 etabliert. Von Anfang der 1980er bis Ende der 2000er Jahre lag er sogar dauerhaft in den Top-10. Seitdem befindet er sich im Abwärtstrend. Im Jahr 2023 belegte er Rang 43. In Irland ist der Name seit 1964 jährlich in den Hitlisten vertreten. Seit Ende der 1970er Jahre gehört er zu den beliebtesten Mädchennamen. Von 1981 bis 2018 lag er stets in den Top-10. Von 1964 bis 2023 wurden rund 26.100 Mädchen so genannt. Der Name ist seit 1997 in Nordirland ebenfalls ein populärer Name, wobei seine Beliebtheit seit den 2010er Jahren zurückgeht. Die beste Platzierung erzielte er im Jahr 2003 mit dem 1. Rang.
In Frankreich war Emma bereits im beginnenden 20. Jahrhundert einer der beliebtesten Mädchennamen. Nachdem er im Jahr 1924 die Top-100 der Vornamenscharts verlassen hatte, geriet er außer Mode. Erst in den späten 1970er Jahren konnte er wieder an Beliebtheit gewinnen. Belegte er im Jahr 1976 noch Rang 444 der Vornamenscharts, stand er ein Jahr später bereits auf Rang 287. Seit 1994 zählt der Name wieder zu den 100 meistgewählten Mädchennamen, wo er weiter aufstieg. Seit 1999 belegt der Name eine Top-10-Platzierung und erreichte dabei 13 Mal die Spitzenposition. Zuletzt stand der Name auf Rang 3 der Hitliste (Stand 2021). In Belgien stieg der Name Emma Ende der 1990er Jahre in die Top-10 der Vornamenscharts auf. Von 2003 bis 2018 belegte er Rang 1 der Hitliste. Im Jahr 2021 stand er zum dritten Mal in Folge auf Rang 2. In den Niederlanden ist der Name seit 1930 jedes Jahr in den Hitlisten anzutreffen. Zwischen der 1930er und 1950er Jahre pendelte er um den 100. Rang, danach ließ seine Popularität nach. Ab Mitte der 1980er Jahre wurde der Name wieder beliebt. Seit der Jahrtausendwende hat Emma sich an der Spitze der Vornamenscharts etabliert. Zuletzt belegte er Rang 1 der Hitliste (Stand 2024).
Emma erfreut sich auch in Italien großer Beliebtheit. Seit 2010 gehört der Name dort zur Top-10 der Vornamenscharts und belegte im Jahr 2020 Rang 7 der Hitliste.
Auch in Spanien hat sich der Name in der Top-100 der Vornamenscharts etabliert. Seit 2017 zählt er zu den 10 meistgewählten Mädchennamen und belegte im Jahr 2021 Rang 8 der Hitliste. Besonders beliebt ist der Name in Katalonien, wo er im Jahr 2020 den zweiten Rang belegte. Im Baskenland zählt er von 2018 bis 2022 zu den Top-40. In Galicien befindet sich der Name seit 2007 in den Top-50, die beste Platzierung erzielte er im Jahr 2018 mit dem 8. Platz. Der Name befindet sich in Portugal seit 2013 ab und an in den Top-100. In Chile gehört Emma seit 2011 zu den 100 meistvergebenen Mädchennamen und nahm seitdem einen beständig an Beliebtheit zu. Zuletzt stand er auf Rang 2 der Hitliste (Stand 2021). In Argentinien stand Emma im Jahr 2021 an der Spitze der Vornamenscharts.
In Dänemark gelang dem Namen Emma in den 1990er Jahren ein steiler Aufstieg in die Top-10 der Vornamenscharts, zu denen er seit 1995 gehört. Seitdem stand der Name achtmal an der Spitze der Hitliste, zuletzt im Jahr 2019. Im Jahr 2021 belegte Emma Rang 7 der Vornamenscharts. Auch in Finnland gehörte der Name lange zur Top-10 der Vornamenscharts. Diese Hitliste verließ er jedoch im Jahr 2019, trat jedoch im Jahr 2021 mit Rang 9 wieder ein. In Norwegen eroberte der Name in den 1990er Jahren die Hitlisten. Verfehlte er noch im Jahr 1991 die Top-100 der Vornamenscharts, erreichte er bereits im Jahr 1998 die Top-10, die er seitdem nicht mehr verließ. Der Name erreichte seitdem 14 Mal die Spitzenposition. Zuletzt belegte er Rang 2 der Hitliste (Stand 2021). In Island belegte Emma zuletzt Rang 6 der Hitliste (Stand 2018). Der Name ist in Schweden ein sehr beliebter Mädchenname, der sich seit Anfang der 1980er Jahre bis heute in den Top-100 befindet. Seine Beliebtheit sinkt jedoch seit Ende der 2000er Jahre.
Auch in Ungarn etablierte der Name sich unter den beliebtesten Mädchennamen. Zuletzt stand er das dritte Jahr in Folge auf Rang 6 der Hitliste (Stand 2021). In Polen wird der Name seit den 2000er Jahren populärer, seit etwa 10 Jahren hat er sich unter den beliebten Namen etabliert. Von 2000 bis 2023 wurde er etwa 4.000 Mal vergeben. In Tschechien wird der Name seit 1935 vergeben, wobei er erst seit Ende der 1990er Jahre einen starken Aufwärtstrend hat. Seit dem Jahr 2008 befindet er sich in den Top-50. Der Name ist in der Slowakei seit der Jahrtausendwende in den Top-50 vertreten. Im Jahr 2023 belegte er den 16. Platz. Von 2009 bis 2023 belegte der Name in Bosnien und Herzegowina stets einen Platz in den Top-100.
In Estland lag der Name im Jahr 2020 auf Platz 8 der Hitliste. Ein ähnliches Bild zeigt sich in Lettland, dort belegte er im Jahr 2020 den 12. Platz.

### Deutscher Sprachraum
Emma erreichte in Österreich im Jahr 2004 mit Rang 28 zum ersten Mal wieder die Top-50 der Vornamenscharts. Seit 2010 gehört der Name zu den 10 meistgewählten Mädchennamen. Von 2013 bis 2018 belegte er Rang 2 der Hitliste, nachdem er im Jahr 2019 die Spitzenposition erreichte, sank seine Popularität leicht. Im Jahr 2021 belegte Emma Rang 4 der Hitliste. Von 1984 bis 2023 wurde er etwa 12.100 Mal vergeben.
In der Schweiz wird Emma seit 1930 jährlich in der Namensgebung berücksichtigt. In den 1930er und 1940er Jahren zählte er zu den beliebten Namen, danach ging seine Popularität zurück. Seit Mitte der 1990er Jahre erlebt der Name einen starken Aufwärtstrend und hat sich längst unter den beliebtesten Mädchennamen etabliert. Seit 2007 gehört der Name zur Top-10 der Vornamenscharts, in den Jahren 2011, 2012, 2014, 2017 und 2018 erreichte er die Spitzenposition. Im Jahr 2020 belegte er zum zweiten Mal in Folge Rang 2 der Hitliste. Von 1930 bis 2023 wurden rund 11.400 Mädchen so genannt.
Im ausgehenden 19. und beginnenden 20. Jahrhundert gehörte Emma zu den zehn meistvergebenen Mädchennamen Deutschlands. Die Popularität des Namens nahm in der Folgezeit immer stärker ab, bis der Name in den 1940er Jahren außer Mode geriet. In den 1990er Jahren ließ sich ein starker Anstieg seiner Beliebtheit verzeichnen, sodass er in den 2000er Jahren wieder zur Top-100 der Vornamenscharts zählte. Seine Beliebtheit nahm weiter zu. Seit Ende der 2000er Jahre zählt der Name wieder zu den 10 meistgewählten Mädchennamen. Dabei erreichte er in den Jahren 2017 und 2018 die Spitzenposition. Zuletzt stand er auf Rang 4 der Hitliste (Stand 2021). Besonders häufig wurde der Name dabei in Norddeutschland gewählt.

## Varianten
- Bosnisch: Ema
- Deutsch: Irma, Hemma, Erma
  - Friesisch: Imma, Imme, Ime
    - Maskulin: Imme, Immo

  - Urgermanisch: Ima, Irma
  - Diminutiv: Emmi, Emmy, Emmski, Ermelin, Ermelina, Ermeline, Irmela, Irmelin, Irmelina, Irmeline, Emika, Imma
- Englisch: Erma, Irma
  - Diminutiv: Em, Emmie, Emmy
- Finnisch: Irma
  - Diminutiv: Emmi
- Französisch
  - Diminutiv: Emy
- Georgisch: ირმა Irma
- Grönländisch: Íma, Imma
- Italienisch: Irma
- Kroatisch: Ema
- Litauisch: Ema, Irma
- Niederländisch: Irma
  - Diminutiv: Emmy
- Polnisch
  - Mittelalterlich: Imma
  - Diminutiv: Irmina
- Samisch: Emmá
  - Diminutiv: Emmoš
- Slowakisch: Ema
- Slowenisch: Ema, Irma, Hema
- Spanisch: Ema, Irma
- Tschechisch: Ema
- Ungarisch: Irma

→ Siehe auch: Emilia#Varianten und Emerentia#Varianten

## Namenstag
- 31. Januar – nach Hemma, Königin der Ostfranken
- 19. April – nach Emma von Paderborn
- 27. Juni – nach Hemma von Gurk, die Patronin Kärntens
- 9. September – nach Emma Üffing (Ordensname: Sr. Maria Euthymia)
- 10. Dezember – nach Emma von Würzburg, die Tochter des letzten Stammesherzogs der Thüringer

## Namensträgerinnen
- Emma (* 1974), britische Sängerin, siehe Emma Booth
- Emma (* 1984), italienische Sängerin, siehe Emma Marrone
- Emma, Königin von Kent, († 642)
- Emma von Anhalt-Bernburg-Schaumburg-Hoym (1802–1858), von 1845 bis 1852 Regentin des Fürstentums Waldeck und Pyrmont
- Emma von Böhmen (* vor 950; † etwa 1006), böhmische Fürstin, Ehefrau und Witwe Boleslavs II.
- Emma von der Normandie (um 987–1052), englische Königin
- Emma Aberle (1886–1949), deutsche Schriftstellerin und Dichterin
- Emma Abbott (1850–1891), US-amerikanische Opernsängerin
- Emma Adenauer (1880–1916), erste Ehefrau Konrad Adenauers
- Emma Adler (1858–1935), österreichische Journalistin und Schriftstellerin
- Emma Albani (1847–1930), kanadische Opernsängerin
- Emma Appleton (* 1991), britische Schauspielerin
- Emma Ayres (* 1967), britisch-australische Bratschistin, Musiklehrerin und Hörfunkmoderatorin
- Emma Bessone (aktiv um 1885–1891), italienische Primaballerina
- Emma Bindschedler (1852–1900), Schweizer Malerin
- Emma Boos-Jegher (1857–1932), Schweizer Frauenrechtlerin
- Emma Booth (* 1982), australische Schauspielerin
- Emma Bormann (1887–1974), österreichische Malerin und Graphikerin
- Emma Brenner-Kron (1823–1875), Schweizer Schriftstellerin und Mundartautorin
- Emma Bunton (* 1976), britische Sängerin
- Emma Claesson (* 1977), schwedische Orientierungsläuferin
- Emma Coradi-Stahl (1846–1912), Schweizer Frauenrechtlerin
- Emma Cotta (1880–1957), deutsche Schauspielerin
- Emma Cumming (* 1998), neuseeländische Radsportlerin
- Emma Darwin (1808–1896), Cousine und Ehefrau des englischen Naturforschers Charles Darwin
- Emma Davidsmeyer (* 1999), deutsche Hockeyspielerin
- Emma Döll (1873–1930), deutsche Politikerin (USPD/KPD)
- Emma Eichenberger (1888–1962), Schweizer Lehrerin
- Emma Goldman (1869–1940), US-amerikanische Friedensaktivistin
- Emma Graf (1865–1926), Schweizer Frauenrechtlerin
- Emma Green (* 1984), schwedische Hochspringerin
- Emma Grimm (* 1996), deutsche Schauspielerin und Synchronsprecherin
- Emma Guo (* 1995), australische Schachspielerin
- Emma Hamilton (1765–1815), Mätresse von Horatio Nelson
- Emma Hauck (1878–1920), deutsche Art-brut-Künstlerin
- Emma Haushofer-Merk (1854–1925), deutsche Schriftstellerin und Frauenrechtlerin
- Emma Hewitt (* 1988), australische Sängerin und Songschreiberin
- Emma Johnson (* ≈1995), britische Jazzmusikerin
- Emma Kirchner (1830–1909), deutsche Fotografin
- Emma Kirkby (* 1949), englische Sopranistin
- Emma Klingenberg (* 1992), dänische Orientierungsläuferin
- Emma Kok (* 2008), niederländische Sängerin
- Emma Körner (1788–1815), deutsche Malerin
- Emma Lauter (1838–1926), deutsche Schriftstellerin
- Emma Lazarus (1849–1887), US-amerikanische Dichterin
- Emma Lübbecke-Job (1888–1982), deutsche Pianistin
- Emma Marcegaglia (* 1965), italienische Unternehmerin
- Emma Mertz (1880–1937), Schweizer Malerin und Zeichenlehrerin
- Emma Meyn (1875–1952), deutsche Malerin
- Emma Nordin (* 1991), schwedische Eishockeyspielerin
- Emma Ott (1907–2011), Schweizer Krankenschwester
- Emma Paetz (* 1993), britische Schauspielerin in Film, Fernsehen und Theater
- Emma Pieczynska-Reichenbach (1854–1927), Schweizer Frauenrechtlerin
- Emma Poel (1811–1891), deutsche Mitbegründerin der Diakonie in Deutschland
- Emma Roca Rodríguez (1973–2021), spanische Skibergsteigerin
- Emma Roberts (* 1991), US-amerikanische Schauspielerin
- Emma Rosenthal (1890–1973), deutsche Klavierlehrerin und Gerechte unter den Völkern
- Emma Ruth Rundle (* 1983), US-amerikanische Sängerin und Gitarristin
- Emma Schweiger (* 2002), deutsche Kinderdarstellerin und Moderatorin
- Emma Shapplin (* 1974), französische Sängerin
- Emma Steinbakken (* 2003), norwegische Popsängerin
- Emma Stone (* 1988), US-amerikanische Schauspielerin
- Emma-Jean Thackray (* 1988/89), britische Musikerin und Produzentin
- Emma Thompson (* 1959), britische Schauspielerin
- Emma zu Waldeck und Pyrmont (1858–1934), als zweite Ehefrau Wilhelm III. Königin der Niederlande
- Emma Watson (* 1990), britische Schauspielerin
- Emma Wiklund (* 1968), schwedische Schauspielerin
- Emma Zapletalová (* 2000), slowakische Sprinterin und Hürdenläuferin
- Emma Zimmer (1888–1948), deutsche KZ-Aufseherin
- Emma Zöllner (1827–1910), österreichische Lokalsängerin und Soubrette

### Fiktive Personen
- Emma Bovary, Titelfigur des Romans Madame Bovary von Gustave Flaubert
- Emma Woodhouse, Titelfigur des Romans Emma von Jane Austen
- Emma Peel, Figur aus der Serie Mit Schirm, Charme und Melone
- Emma, die Lokomotive in Michael Endes Jim Knopf und Lukas der Lokomotivführer
- Emma Morley, die Titelfigur des Romans Zwei an einem Tag von David Nicholls
- Emma, das Maskottchen des Fußballbundesligisten Borussia Dortmund. Die Biene wurde nach Lothar Emmerich benannt.
- Emma Carstairs, Titelfigur des Romans Lady Midnight von Cassandra Clare